# Antrostomus
Antrostomus là một chi chim trong họ Caprimulgidae.

## Các loài
- Antrostomus arizonae .
- Antrostomus badius.
- Antrostomus carolinensis.
- Antrostomus cubanensis.
- Antrostomus ekmani.
- Antrostomus noctitherus.
- Antrostomus ridgwayi .
- Antrostomus rufus.
- Antrostomus salvini.
- Antrostomus saturatus .
- Antrostomus sericocaudatus .
- Antrostomus vociferus